# Metoncholaimus simplex
Metoncholaimus simplex är en rundmaskart som beskrevs av Christian Wieser och Stephen Donald Hopper 1967. Metoncholaimus simplex ingår i släktet Metoncholaimus och familjen Oncholaimidae. Inga underarter finns listade i Catalogue of Life.